# Karl-Ludwig Mayer
Karl-Ludwig Mayer (* 21. September 1951 in Varel) ist ein ehemaliger deutscher Fußballspieler.

## Werdegang
Der Stürmer Karl-Ludwig Mayer begann seine Karriere im Jahre 1974 beim SC Herford, mit dem er im Jahre 1976 in die 2. Bundesliga aufstieg. Dort gab er sein Debüt am 11. September 1976 beim 2:1-Sieg der Herforder beim 1. SC Göttingen 05. Nach 15 Zweitligaspielen, in denen Mayer ein Tor erzielte, verließ er den SC Herford und schloss sich dem Hiddenhausener Amateurverein SV Oetinghausen an. Nach seiner Spielerkarriere wurde Mayer Trainer und führte im Jahre 1994 Arminia Vlotho zum Aufstieg in die Verbandsliga Westfalen. Von Februar 2011 bis Januar 2013 war er sportlicher Leiter beim SV Rödinghausen.
Von 1979 bis 2017 war Mayer Kreissportlehrer des Kreises Herford.